# Hippolyte de Bouchard
Hippolyte de Bouchard, conosciuto anche come Hipólito Bouchard (Bormes-les-Mimosas, 15 gennaio 1780 – Palpa, 4 gennaio 1837), è stato un militare e corsaro francese naturalizzato argentino.
Ha combattuto per la Francia, l'Argentina, il Cile e il Perù. Nella sua prima campagna come corsaro ingaggiato dall'Argentina, attaccò le colonie spagnole di Cile e Perù sotto il comando dell'ammiraglio William Brown. È stato in seguito il primo argentino a circumnavigare il mondo.
Nel corso del suo viaggio bloccò il porto di Manila. Nelle Hawaii riscattò una corvetta corsara argentina, il cui equipaggio si era precedentemente ammutinato; nell'occasione incontrò il regnante locale, il re Kamehameha I. Le sue forze occuparono Monterey, in California, allora colonia spagnola, issando la bandiera dell'Argentina su una piccola porzione di territorio oggi appartenente agli Stati Uniti. Dopo aver lasciato Monterey, si impadronì per breve tempo di San Juan Capistrano. Prima della fine del viaggio, Bouchard fece diverse incursioni nei porti spagnoli dell'America Centrale.
Nella sua patria d'adozione è ricordato come un eroe e un patriota.

## Nascita e gioventù
Bouchard nacque a Bormes-les-Mimosas, nei pressi di Saint-Tropez, nel 1780 o nel 1783. Figlio di André Louis Bouchard e Thérèse Brunet, fu battezzato con il nome di André Paul, ma fu comunemente chiamato Hippolyte. Si imbarcò inizialmente nella flotta mercantile, passando in seguito alla Marina Militare Francese nella campagna di quest'ultima contro la Gran Bretagna. Dopo aver partecipato alle campagne militari in Egitto e a Santo Domingo, deluso dal corso della rivoluzione francese, Bouchard arrivò nel Río de la Plata nel 1809, dove, in aiuto alla Rivoluzione di Maggio, entrò nella prima squadriglia navale rivoluzionaria, comandata da Juan Bautista Azopardo. Il 2 marzo 1811 prese parte alla battaglia di San Nicolás, nella quale la squadriglia patriota fu sconfitta sul fiume Paraná da una flotta realista, comandata da Jacinto de Romarate.
Nel luglio e agosto del 1811, Bouchard partecipò alla difesa della città di Buenos Aires dal blocco navale decretato dalle autorità spagnole. Nel marzo del 1812 entrò nel Reggimento dei Granaderos a Caballo, comandato da José de San Martín, e prese parte alla battaglia di San Lorenzo del 1813, nella quale conquistò una bandiera spagnola. Per la sua condotta gli fu concessa la cittadinanza delle Province Unite del Río de la Plata. Qualche mese più tardi sposò Norberta Merlo.

## Campagna con William Brown
Nel 1815 Bouchard iniziò una campagna navale sotto il comando dell'ammiraglio William Brown, nella quale attaccò la fortezza di El Callao e la città ecuadoriana di Guayaquil. Il 12 settembre 1815 gli fu concessa una lettera di corsa per combattere gli spagnoli a bordo della corvetta di costruzione francese Halcón, che era stata comprata per lo stato argentino da Vicente Anastacio Echeverría. Molti degli ufficiali di bordo erano francesi, eccettuati il comandante in seconda, l'inglese Robert Jones, e Ramón Freire. Prima di levare l'ancora scoppiò un conflitto tra Bouchard e i suoi ufficiali in seguito alla promozione di alcuni marinai da parte dell'agente di spedizione Severino Prudant. L'intervento di Echeverría sedò la rivolta.
La flotta era composta dalla fregata Hercules, sotto il comando di William Brown, dalla Santísima Trinidad, sotto il comando del fratello Miguel Brown, dalla goletta Constitución, sotto il comando di Oliverio Russell, e dal Halcón. Le prime due imbarcazioni salparono da Montevideo il 24 ottobre; le altre due navi partirono cinque giorni più tardi. Il piano prevedeva per le quattro navi di incontrarsi all'isola Mocha, dove avrebbero stabilito un piano d'operazioni. I due fratelli Brown giunsero sull'isola il 28 dicembre, mentre il Halcón arrivò il giorno successivo. Al suo arrivo, Bouchard annunciò che, mentre doppiava Capo Horn, era stato colpito da quattordici giorni di tempesta, e suppose che la Constitución fosse affondata; della nave e del suo equipaggio non ebbero ulteriori notizie.
Il 31 dicembre Brown e Bouchard si accordarono per operare insieme nei primi cento giorni del 1816. Stabilirono anche la forma in cui si sarebbero ripartiti il bottino: questo sarebbe stato diviso in cinque parti, delle quali due sarebbero state assegnate a Brown in qualità di comandante in capo, e una e mezza sarebbe stata distribuita alle altre due imbarcazioni. Da lì Bouchard e Miguel Brown partirono per le coste peruviane, mentre la Hercules si diresse alle isole Juan Fernández per liberare alcuni patrioti che vi si trovavano prigionieri.
Il 10 gennaio 1816 le tre navi si riunirono nuovamente nei pressi della fortezza di El Callao, dove stabilirono un blocco e bombardarono il forte e l'abitato. Il giorno successivo catturarono il brigantino San Pablo, che fu utilizzato per trasportare i marinai feriti o malati e i prigionieri liberati. Il 13 gennaio presero la fregata Gobernadora, sulla quale trovarono il tenente colonnello Vicente Banegas, ufficiale dell'Esercito Repubblicano di Nuova Granada, che si aggiunse alla flotta. Altre quattro imbarcazioni furono catturate il 18 gennaio, tra le quali la goletta Carmen e il brigantino Místico, oltre a due altre navi, una delle quali fu saccheggiata. Il 21 gennaio la flotta argentina attaccò nuovamente la fortezza, affondando la fregata Fuente Hermosa nell'operazione. Sette giorni più tardi furono catturate altre due imbarcazioni, le fregate Candelaria e Consecuencia. Il giorno successivo l'intera flotta fece vela verso nord alla ricerca della foce del fiume Guayas.
Il 7 febbraio il contingente argentino giunse all'isola di Puná, nei pressi di Guayaquil. Al loro arrivo, Brown ordinò a Bouchard e al fratello di rimanere alla fonda per difendere le sette navi catturate. L'ammiraglio prese comando sulla Santísima Trinidad, con la quale aveva intenzione di attaccare la città. Il giorno successivo il suo attaccò demolì il forte di Punta de Piedras, situato a cinque leghe da Guayaquil. Malauguratamente, il 9 febbraio Brown fallì il suo tentativo di conquistare il castello di San Carlos, e fu catturato dalle forze realiste. Dopo una lunga negoziazione, i corsari argentini riscattarono l'ammiraglio in cambio della Candelaria, di quattro navi con i prigionieri e delle casse di corrispondenza catturate sulla Consecuencia.
Dopo tre giorni, Bouchard informò Brown che la sua nave imbarcava acqua e che i suoi ufficiali avevano deciso di rientrare a Buenos Aires, sollecitando la divisione del bottino. Ottenne la fregata Consecuencia, la Carmen e 3475 pesos di compensa, ma dovette lasciare il Halcón. Bouchard scelse di tornare attraverso Capo Horn, ma ebbe nuovi scontri con il suo equipaggio, che dovettero a volte essere risolti con la violenza; in un'occasione si batté in duello con un suo sergente maggiore. Quando un ufficiale della Carmen gli riferì che la nave si trovava in imminente pericolo di affondamento, Bouchard gli ordinò di proseguire ugualmente il viaggio. Di conseguenza, l'equipaggio si ammutinò e cambiò rotta verso le Galápagos. Da parte sua la Consecuencia, con Bouchard al comando, attraccò al porto di Buenos Aires il 18 giugno.

## Campagna conLa Argentina

### L'inizio della campagna

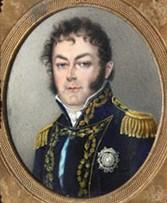
Juan Martín de Pueyrredón, a capo del governo delle Province Unite del Río de la Plata, affidò un importante incarico a Bouchard.

Bouchard decise di tenere la Consecuencia per la sua successiva campagna navale; insieme al suo armatore, Vicente Echevarría, decise di chiamare la nave La Argentina. La preparazione della nave, molto pesante e lunga 100 metri, non fu un compito facile. Echevarría reperì 34 pezzi d'artiglieria e ingaggiò esperti carpentieri in grado di montarli. Su richiesta di Bouchard, il governo delle Province Unite gli diede 4 cannoni di bronzo e 12 di ferro, 128 fucili e 1700 palle di cannone, ma non riuscì a reperire pistole o spade, nemmeno spade da cavalleria. Furono inoltre reclutati 180 uomini d'equipaggio, di diverse nazionalità.
Alla vigilia della partenza, con la nave ancora attraccata in porto, scoppiò una rivolta tra i marinai, che fu sedata dalla fanteria da sbarco presente a bordo, comandata da Nathan Sommers, al costo di due morti e quattro feriti. I morti furono gettati in acqua, e i feriti furono imbarcati sulla fregata da guerra inglese Andrómaca, presente nel porto.
Il 2 giugno, Bouchard aveva ottenuto dal Direttore Supremo Juan Martín de Pueyrredón la patente di corsa nº 116, con lo scopo di combattere il commercio spagnolo. Il 27 giugno, la fregata salpò dal porto di Buenos Aires issando la bandiera argentina, dirigendosi al punto d'appoggio di Ensenada de Barragán, dove rimase alcuni giorni; il 9 luglio, primo anniversario della dichiarazione d'indipendenza argentina, la nave prese il largo in direzione del Madagascar. Venti giorni dopo, navigando nell'Oceano Atlantico, l'equipaggio dovette lavorare duramente per spegnere un incendio scoppiato a bordo.
Il 4 settembre, La Argentina attraccò nel porto di Tamatave, nella parte nord-orientale del Madagascar, nel quale un funzionario coloniale britannico gli chiese aiuto per impedire la partenza di quattro navi negriere, inglesi e francesi; Bouchard tenne per dieci giorni le navi sotto il tiro dell'artiglieria, venendo poi rilevato nel compito dalla corvetta britannica Comway. Ripartito verso le coste del Bengala in cerca delle navi della Compañía de Filipinas, si accorse però del fatto che gli attacchi corsari ne avevano cancellato la presenza nell'area da oltre tre anni.
Ripartito in direzione delle Filippine, l'equipaggio di Bouchard fu duramente colpito dallo scorbuto, che costrinse il comandante ad attraccare sull'isola di Giava, dove si cercò di curare gli ammalati.

### Nelle Filippine
Lasciata Giava, La Argentina continuò il suo viaggio verso le Filippine. L'attraversamento di questa regione si rivelò molto pericoloso, a causa della presenza dei pirati malesi e della debolezza in cui si trovava l'equipaggio a causa della malattia. Le navi pirata erano dotate di due cannoni, a prua e a poppa, ed erano dotate di una vela e di molti remi. L'incontro con queste navi avvenne il 7 dicembre, quando la vedetta avvistò quattro piccole imbarcazioni. Lo scontro si produsse a mezzogiorno, quando la nave più grande si lanciò all'abbordaggio; Bouchard decise di non utilizzare i cannoni, preferendo il combattimento corpo a corpo. L'equipaggio argentino prevalse, e il loro capitano ordinò di catturare la nave pirata; mentre ciò avveniva le altre imbarcazioni fuggirono. Bouchard convocò quindi un concilio di guerra per giudicare i prigionieri, che, salvo i più giovani, furono tutti condannati a morte. I prigionieri condannati furono portati sulla loro nave e incatenati sotto coperta; l'imbarcazione fu poi bombardata fino a farla affondare.

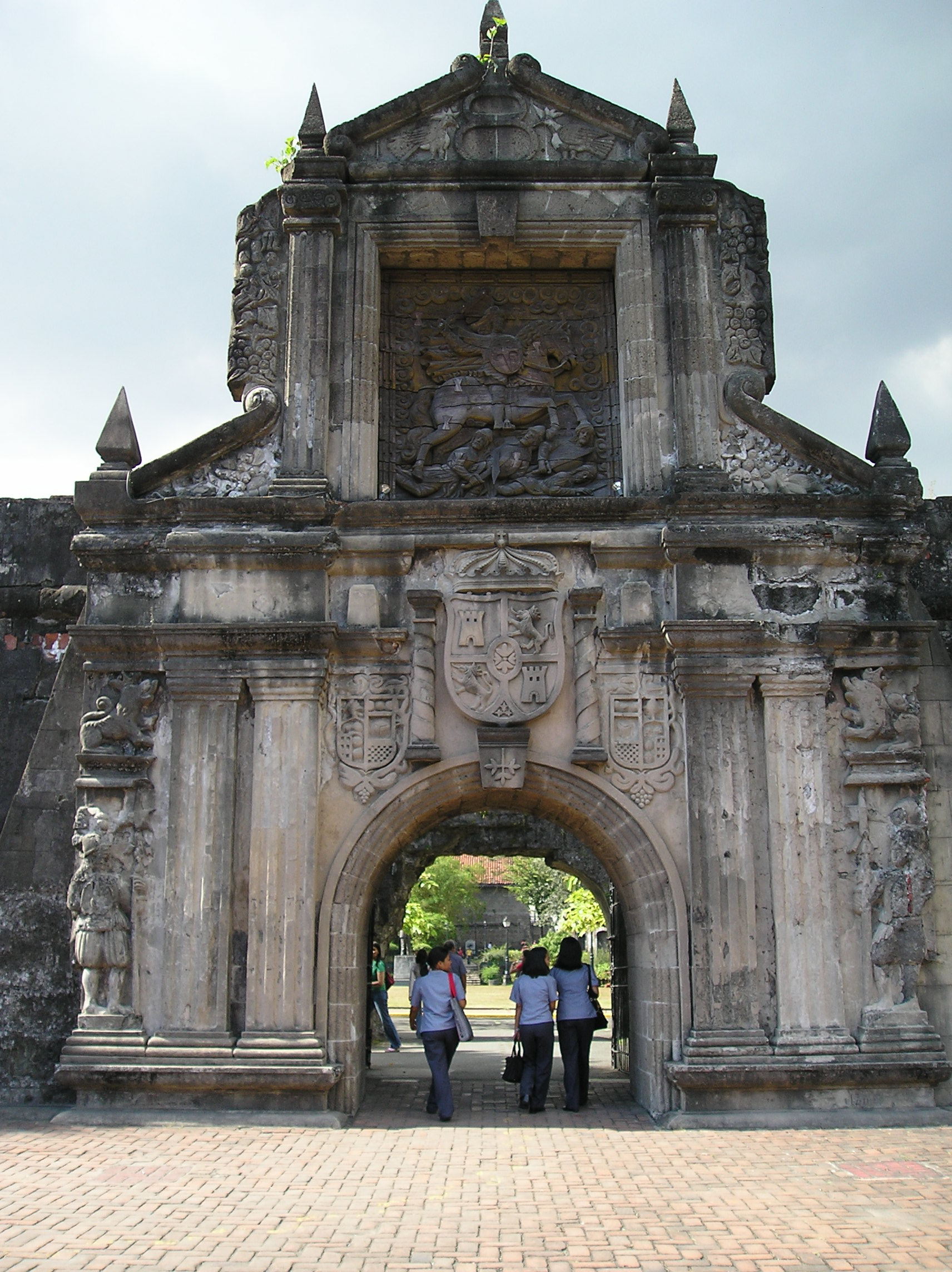
Porta del Forte di Santiago a Manila.

Attraversato lo stretto di Makasar, La Argentina navigò il Mare di Celebes e attraccò all'isola di Joló. Dopo esserci approvvigionata, si diresse a Manila, città che Bouchard pensò di sottoporre a blocco. Prima di giungervi, gli argentini fermarono una fregata britannica diretta al porto, e il comandante decise di ispezionarla per vedere se trasportava provviste per la colonia spagnola. Bouchard cercò di nascondere le sue intenzioni, ma il capitano britannico capì il motivo della loro presenza e avvertì le autorità spagnole.
La città di Manila possedeva possenti mura ed era protetta da un forte, quello di Santiago, dotato di una poderosa artiglieria. Bouchard cominciò a catturare le imbarcazioni che navigavano nella zona, rimanendo lontano dalla portata dei cannoni; per i successivi due mesi, La Argentina catturò un totale di 16 navi, a volte sparando colpi intimidatori ed altre tramite rapidi abbordaggi, mentre gli abitanti di Manila furono duramente colpiti dall'aumento dei prezzi delle merci, che raddoppiarono e talvolta triplicarono. Il governatore fece armare due navi commerciali e le inviò, accompagnate da una corvetta, contro la nave corsara, che però aveva già abbandonato la zona.
Qualche giorno più tardi, la nave avvistò un brigantino proveniente dalle isole Marianne, che, accortosi della vicinanza dei corsari, fuggì nel porto di Santa Cruz. La fregata argentina non poteva raggiungere il brigantino a causa del suo pescaggio, così furono mandati tre ufficiali (Sommers, Greissac e Van Buren) con altri uomini d'equipaggio su tre scialuppe per catturarlo. Sommers navigava molto vicino al brigantino quando questo gettò l'ancora; la scialuppa cozzò contro lo scafo della nave fuggita. L'equipaggio del brigantino decise di attaccare quello della scialuppa, uccidendone quattordici occupanti; gli altri furono recuperati dalle barche di Greissac e Van Buren, che li riportarono sulla fregata.
Bouchard avrebbe voluto vendicare i suoi morti, ma avrebbe dovuto disporre di un'imbarcazione più piccola; ordinò così a Greissac di catturare una delle golette che navigavano nei pressi del porto. Quando fu catturata, il comandante piazzò dei cannoni su di essa, poi diede il suo comando a Greissac e Oliver, ai quali affidò 35 marinai. La goletta attaccò il 10 aprile 1818, ma l'equipaggio del brigantino fuggì. Abbandonato il porto di Santa Cruz, gli argentini presero un'imbarcazione spagnola che trasportava un prezioso carico; a causa dei forti venti, però, fu possibile inviare a bordo solo un ufficiale con otto marinai. La nave catturata rimase in vista fino al 15 aprile, quando se ne persero le tracce; probabilmente l'equipaggio si ammutinò al conoscere il valore del carico trasportato.
La Argentina abbandonò l'arcipelago per fare rotta verso Canton, ma le condizioni meteorologiche avverse e il riacutizzarsi dello scorbuto, che ricominciò ad uccidere i marinai, convinsero Bouchard a dirigersi alle Isole Sandwich.

### Le isole Sandwich (Hawaii)

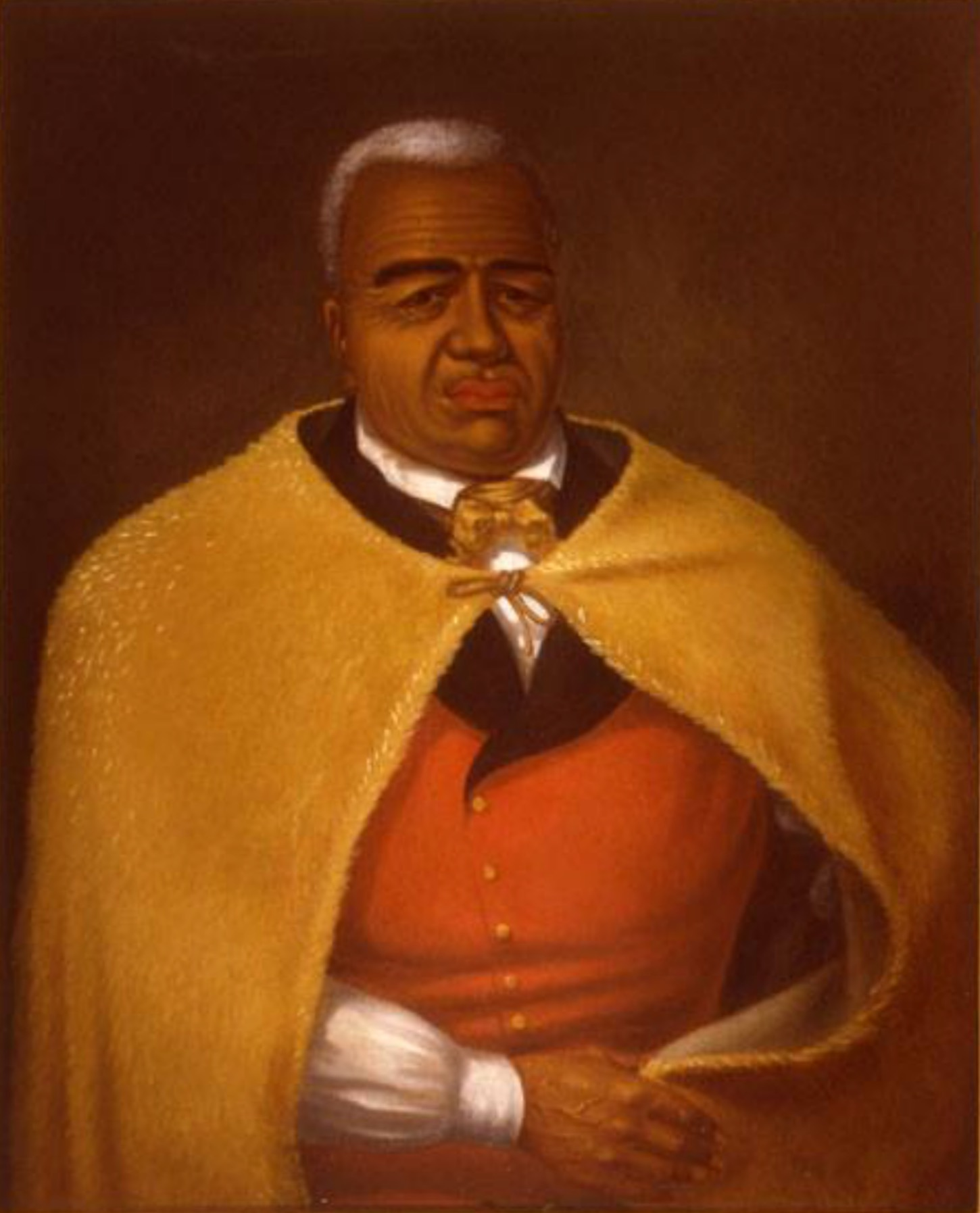
Il re Kamehameha I.

Il 17 agosto 1818, Bouchard giunse nella baia di Kealakekua, sulla costa occidentale dell'isola di Hawaii. Un gruppo di nativi si avvicinò in canoa alla fregata, informando l'equipaggio, in inglese, che nel porto si trovava una corvetta che apparteneva al re Kamehameha I, ma che era stata precedentemente spagnola. Riferirono anche che la notte precedente era partita una fregata con destinazione sconosciuta. Bouchard decise di inseguirla, raggiungendola presto per l'assenza di vento; ordinò quindi al suo ufficiale Sheppard di raggiungerla con una scialuppa e chiedere al comandante informazioni sulla nave presente nel porto. Al suo ritorno, Sheppard riferì che si trattava della Santa Rosa o Chacabuco, una corvetta che era salpata da Buenos Aires quasi gli stessi giorni in cui era salpata La Argentina; l'equipaggio si era ammutinato vicino alle coste del Cile e si era diretto alle Hawaii, dove aveva venduto la nave al re.
Il corsaro francese obbligò la fregata a tornare nel porto, perché sospettava che nell'equipaggio fossero nascosti alcuni degli ammutinati. Mentre passava in rassegna gli uomini a bordo, riconobbe nove uomini che aveva visto a Buenos Aires e li punì. Dopo una serie di interrogatori scoprì che i capi della rivolta si erano nascosti sull'isola di Kauai.
Arrivato nel porto, Bouchard trovò la Santa Rosa quasi smantellata; quindi decise di incontrare il re Kamehameha I indossando l'uniforme di tenente colonnello delle Province Unite del Río de la Plata. Durante l'incontro, Bouchard chiese la restituzione della corvetta; il re rispose di averla pagata con una grossa partita di sandalo. Il corsaro francese barattò la sua spada e il suo berretto, insieme con il grado onorario di tenente colonnello assegnato al re, in cambio della corvetta e alcuni viveri.
Il 26 agosto prese in carico la Santa Rosa, che dovette parzialmente riarmare; sei giorni più tardi giunse all'isola di Kauai, dove catturò gli ammutinati, giustiziando i capi e punendo gli altri con dodici frustate in faccia. Comprati viveri e munizioni e reclutati ottanta nuovi marinai, la flotta partì per la California.

### Incursioni in California e nell'America Centrale
Bouchard navigò verso la California deciso a colpire il commercio spagnolo. Le autorità coloniali vennero a conoscenza delle sue intenzioni fin dal 6 ottobre, quando la nave Clarion riferì loro che due navi corsare si stavano preparando ad attaccare le coste. Il governatore Pablo Vicente de Solá, che risiedeva a Monterey, ordinò di allontanare dalla città gli oggetti di valore e i due terzi della polvere da sparo immagazzinata negli avamposti militari.
Il 20 novembre 1818, la vedetta di Punta de Pinos, situata in uno degli estremi della baia di Monterey, avvistò le due navi argentine. Il governatore fu informato; gli spagnoli prepararono i cannoni lungo la costa, armarono la guarnigione e furono trasferiti a Soledad le donne, i bambini e gli uomini inadatti a combattere.

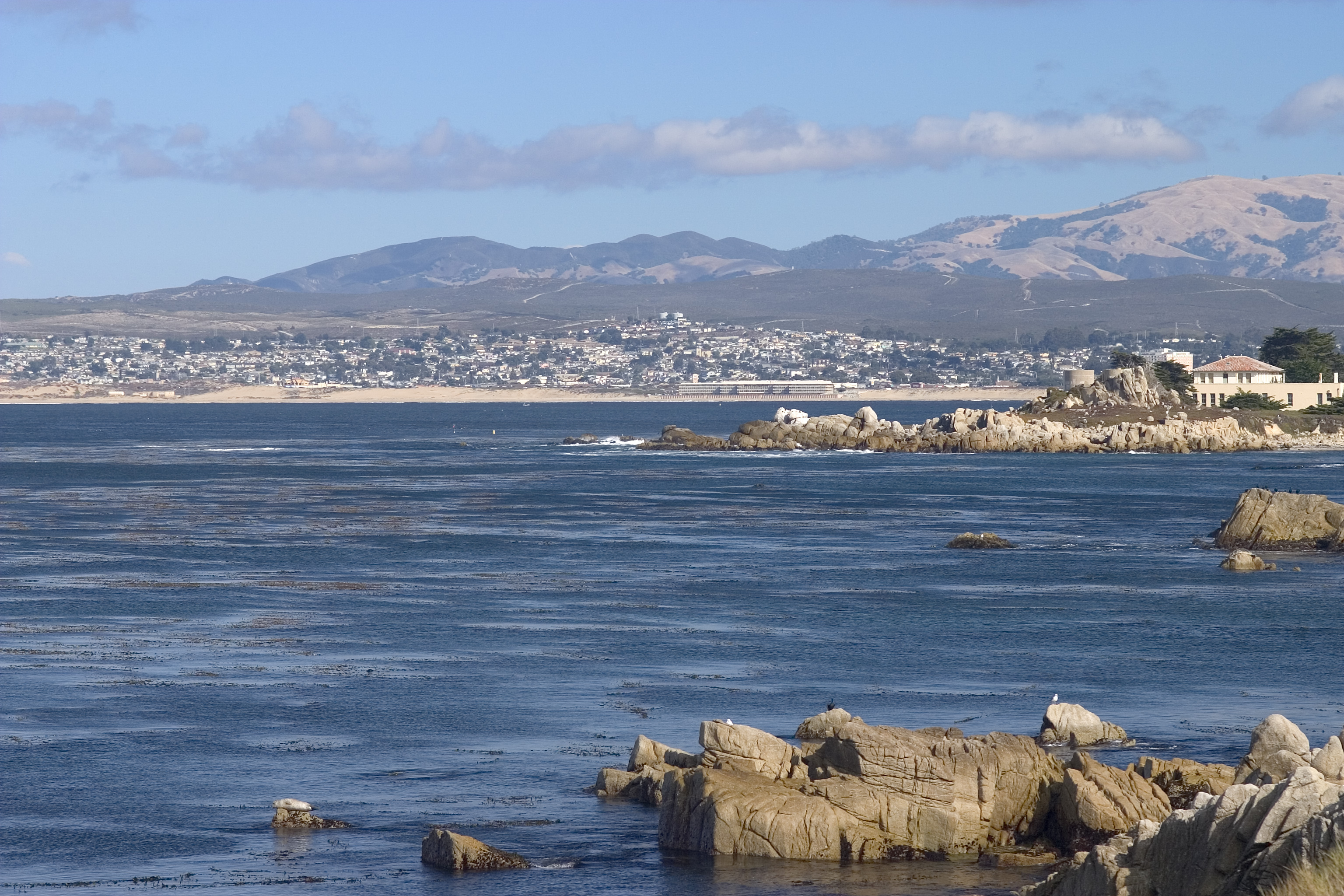
La parte meridionale della baia di Monterey.

Bouchard si incontrò con i suoi ufficiali per stabilire il piano d'attacco; l'ufficiale Corney era già stato in precedenza a Monterey, per cui conosceva bene la baia. Gli argentini usarono la corvetta Santa Rosa per l'attacco, dal momento che il pescaggio della fregata poteva portarla ad incagliarsi, e concentrarono in essa le truppe da sbarco. La fregata dovette essere rimorchiata dalle barche più piccole al di fuori della portata dell'artiglieria spagnola; quando fu al sicuro, Bouchard mandò sulla Santa Rosa 200 uomini armati di fucili e lance, comandati da Sheppard.
La Santa Rosa, guidata da Sheppard, gettò l'ancora a mezzanotte nelle vicinanze del forte. A causa della stanchezza dei suoi uomini, che avevano dovuto rimorchiare la fregata e poi remare fino alla corvetta, decise di non attaccare subito. All'alba, Sheppard scoprì che aveva gettato l'ancora troppo vicino alla costa e che i cannoni spagnoli, a pochi metri da loro, erano pronti per attaccarli. L'ufficiale aprì il fuoco, ma dopo quindici minuti di combattimento la corvetta si arrese.
Dalla fregata, Bouchard vide la sconfitta dei suoi uomini, ma vide anche che agli spagnoli mancavano imbarcazioni per impossessarsi della Santa Rosa. Il corsaro diede ordine di levare l'ancora e di muovere verso il porto; a causa del pescaggio, tuttavia, non riuscì ad avvicinarsi abbastanza da aprire il fuoco. Dopo il tramonto, i sopravvissuti della corvetta riuscirono a giungere a bordo della fregata. Il 24 novembre, prima dell'alba, Bouchard ordinò ai suoi uomini di imbarcarsi sulle scialuppe; 200 uomini, dei quali 130 armati di fucile e 70 di lancia, sbarcarono a 7 chilometri dal forte, in una cala nascosta. La difesa del forte fu inefficace, e dopo un'ora di combattimento la bandiera dell'Argentina fu issata su di esso. Gli argentini occuparono la città per sei giorni, durante i quali si impadronirono del bestiame e bruciarono il forte, le caserme degli artiglieri, la residenza del governatore e le case degli spagnoli. La popolazione creola fu disarmata.
Il 29 novembre lasciarono Monterey, passarono il promontorio di Point Conception e gettarono l'ancora qualche miglia ad ovest di Santa Barbara, nei pressi dei possedimenti della famiglia Ortega; Bouchard era stato informato che i proprietari avevano fortemente supportato la causa spagnola. Il 5 dicembre, gli argentini sbarcarono e, senza trovare resistenza, si impadronirono delle riserve alimentari e uccisero il bestiame. Una piccola squadra di cavalleria, inviata da José de la Guerra y Noriega dal presidio di Santa Barbara, si appostò nei dintorni nella speranza di catturare qualche prigioniero; alla fine presero un ufficiale e due marinai, che furono trasportati al presidio in catene. Credendo che si fossero persi, Bouchard li aveva aspettati tutto il giorno, prima di decidere di bruciare la fattoria e di spostarsi a Santa Barbara, dove era probabile che si trovassero i suoi tre uomini. Arrivato alla città, visto che questa era difesa, il corsaro inviò un messaggio al governatore con una richiesta di incontro. Dopo le negoziazioni i tre uomini tornarono alla Santa Rosa, mentre Bouchard, da parte sua, liberò un prigioniero.
Il 16 dicembre, le navi levarono l'ancora e si diressero a San Juan Capistrano; qui sollecitò cibo e munizioni ad un ufficiale spagnolo, che rispose di avere abbastanza polvere da sparo e palle di cannone per loro. Di fronte a tale risposta, Bouchard decise di inviare 100 uomini a prendere la località; dopo un breve combattimento, i corsari presero diversi oggetti di valore ed incendiarono le case degli spagnoli. Il 20 dicembre si trasferirono nella baia Sebastián Vizcaíno, dove furono riparate le navi e fu dato riposo agli equipaggi. Negli insediamenti spagnoli in California le incursioni diedero a Bouchard la reputazione di "solo pirata della California" (e fu per questo chiamata "Pirata Buchar" dai coloni spagnoli dell'epoca).
Il 17 gennaio 1819 arrivarono a San Blas, oggi in Messico, il cui porto cominciarono a bloccare otto giorni più tardi. Nelle vicinanze del porto catturarono il brigantino spagnolo Las Ánimas, che trasportava un carico di cacao. Vicino all'isola di Tres Marías, La Argentina abbordò la nave britannica Good Hope; dopo quattro giorni le permisero di riprendere la navigazione, non senza aver prima confiscato il suo carico di merci spagnole. Il 1º marzo avvistarono una goletta, che provarono ad inseguire senza successo. In seguito, Bouchard ordinò di dirigersi verso Acapulco seguendo la linea di costa. Quando vi giunsero inviò una scialuppa con un ufficiale per esplorare la zona e riferire sulla quantità e il tipo di imbarcazioni presenti nella zona. L'ufficiale riportò che non erano presenti navi rilevanti, perciò fu deciso di ripartire.
Il 18 marzo gli argentini giunsero a Sonsonate, oggi nel Salvador. Un ufficiale inviato nel porto riportò la presenza di navi facilmente abbordabili; lo stesso giorno, Bouchard catturò un brigantino. Il 2 aprile giunsero al porto di El Realejo, dove prepararono due barche con alcuni cannoni e 60 uomini, condotti dallo stesso Bouchard. Furono avvistati dalle vedette, e gli spagnoli uscirono a difendere il porto con quattro navi: un brigantino, due golette e un lugger. Dopo un intenso combattimento le navi furono catturate; il corsaro bruciò il brigantino San Antonio e la goletta Lauretana, a causa dello scarso riscatto offerto dai loro proprietari, mentre tenne il lugger e l'altra goletta (Neptuno e María Sofía) per la loro ottima qualità.
Dopo il combattimento di El Realejo, gli argentini incrociarono nuovamente la stessa goletta con bandiera spagnola che avevano inseguito vanamente a San Blas. La nave avanzò contro la Santa Rosa, il cui equipaggio era composto da inesperti marinai hawaiani e che era dotata di scarsa artiglieria. Un primo attaccò uccise tre argentini e ne ferì molti altri. Quando la nave argentina si preparò a respingere l'abbordaggio, la goletta abbassò il vessillo spagnolo e issò quello cileno; l'imbarcazione si rivelò essere una nave corsara cilena comandata da un comandante chiamato Croll e chiamata Chileno. Bouchard chiese al loro chirurgo di curare i suoi feriti, ma la nave si allontanò.

### L'arresto in Cile

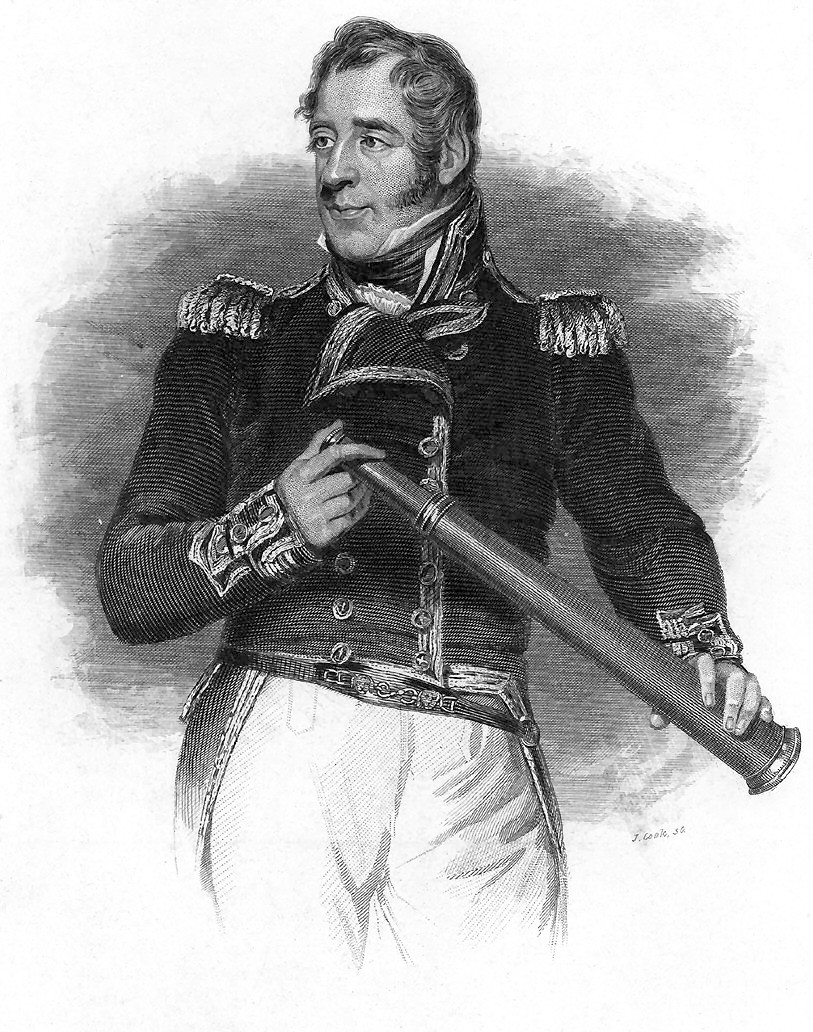
Thomas Cochrane.

Il 9 luglio 1819, esattamente due anni dopo la partenza di Bouchard da Buenos Aires, la Santa Rosa e la María Sofía approdarono a Valparaíso; il 12 dello stesso mese arrivò il Neptuno e il giorno successivo La Argentina. Bouchard fu informato del fatto che Thomas Cochrane aveva ordinato il suo arresto. Il corsaro replicò che il governo cileno non aveva l'autorità di giudicarlo e che avrebbe parlato della sua attività soltanto con le autorità argentine. Il processo per pirateria cominciò il 20 luglio. In settembre una flotta cilena lasciò il Perù per attaccare la fortezza di El Callao; nel tentativo di mettere pressione alla corte, il colonnello argentino Mariano Necochea con 30 granatieri e marinai prese il controllo della nave nel nome delle Province Unite del Río de la Plata.
La difesa del corsaro decise quindi di accelerare i tempi, e il 9 dicembre il giudice decise di rendere le navi e i documenti a Bouchard, che fu messo in libertà; tuttavia non furono restituiti i soldi e le merci sequestrati a bordo. La Argentina, che gli fu restituita in cattivo stato, fu usata dallo stesso Bouchard per trasportare le truppe di San Martín durante la campagna di liberazione del Perù del 1820.

## Campagna di liberazione del Perù
Nel 1820 Bouchard servì in Perù la Marina militare cilena. Nel dicembre dello stesso anno chiese a San Martín, che era stato nominato Protettore del Perù, il permesso di tornare in Argentina a causa della sua difficile situazione economica. San Martín gli ordinò di rimanere a Lima per qualche mese ancora.
Quando Lord Cochrane si impadronì dei fondi presenti sulle navi da guerra per compensare i crediti non ricevuti, San Martín decise di combatterlo, creando la Marina militare peruviana; a Bouchard fu assegnata la fregata Prueba, catturata ai realisti a El Callao. Cochrane tornò a reclamare i suoi compensi, e il Ministro della Guerra del Protettorato, Tomás Guido, gli rispose di rivolgersi al governo cileno; contemporaneamente ordinò a Bouchard di prepararsi allo scontro con l'ammiraglio scozzese nel caso che questi avesse attaccato la flotta peruviana. Bouchard si confrontò in mare con Cochrane, arrivando al punto di sfidarlo a singolo duello; l'ammiraglio, tuttavia, rifiutò di combattere e tornò a Valparaíso.
Dopo l'incidente Bouchard continuò a navigare le acque peruviane al comando della Santa Rosa, essendo stata venduta come legna da fuoco la fregata La Argentina. La Santa Rosa fu invece incendiata durante la ribellione di El Callao del 1824. Dopo la morte dell'ammiraglio Martín Jorge Guise rimase a servizio nella marina peruviana, ma si ritirò un anno dopo l'incendio della più importante nave della flotta, il Presidente.

## Gli ultimi anni
Dopo il suo ritiro, Bouchard decise di vivere nelle proprietà a lui concesse dal governo peruviano, le tenute di San Javier e San José de la Nazca, vicino a Palpa, dove installò uno zuccherificio. I rapporti con la sua famiglia erano stati persi da tempo: dopo la campagna navale con William Brown aveva vissuto con la moglie per soli dieci mesi, e non aveva mai conosciuto la figlia più piccola, nata dopo l'inizio della spedizione corsara attorno al mondo. Fu ucciso da uno dei suoi servi il 4 gennaio 1837.
Nella sua patria d'adozione è ricordato come un patriota e gli sono state dedicati luoghi e strade, compreso un importante viale di Buenos Airese un cacciatorpediniere, il Hipólito Bouchard, ex USS Borie (DD-704), acquisito dalla marina statunitense nel 1974.